# Distillation par four solaire
 (mai 2009).
Si vous disposez d'ouvrages ou d'articles de référence ou si vous connaissez des sites web de qualité traitant du thème abordé ici, merci de compléter l'article en donnant les références utiles à sa vérifiabilité et en les liant à la section « Notes et références ».
La distillation par four solaire est une méthode de désalinisation par distillation grâce à un four solaire, permettant de rendre de l’eau. Le four solaire a pour fonction de concentrer un faisceau lumineux sur une zone restreinte, grâce à un miroir parabolique, pour porter à haute température la cible qui contient l’eau destinée à être évaporée.
Un réservoir d'alimentation contenant de l'eau salée alimente une cuve d'évaporation par l'intermédiaire d'une vanne de régulation. Le four solaire chauffe l’évaporateur, suffisamment pour que l’eau s’évapore de manière quasi instantanée. La vapeur passe ensuite dans un échangeur où elle se condense avant de retomber dans le réservoir de sortie où elle forme le distillat d’eau, débarrassée du sel qu’elle contenait et des autres impuretés.

## Production Estimée
La production dépend de la surface utilisée pour capter l'énergie solaire.
La constante solaire sur Terre vaut 1367 W/m2, c'est-à-dire que la Terre reçoit en continu cette énergie du Soleil, mais en considérant un positionnement au niveau de Paris, seule 20% de cette énergie atteint le sol en moyenne, soit 273.4 W/m2, ou 273.4 J/s/m2, mais cette valeur augmente en se rapprochant de l'équateur.
À titre d'exemple, en période estivale, une piscine peut perdre jusqu'à 2 cm d'eau par jour, soit 20 litres par m2.
En théorie, et en considérant un dispositif avancé, exempt de dissipation thermique éventuelle d'un dispositif rudimentaire, l'utilisation d'une lentille d'un mètre carré à cette latitude équivaudrait donc à concentrer cette énergie sur une surface plus réduite. Cette énergie permettrait de chauffer un gramme d'eau à température et pression ambiantes de l'ordre de 65.3 °C par seconde (273.4 J/s/m2 équivalent à 65.3 cal/s/m2) , et donc d'atteindre un rendement théorique moyen par heure de 3 litres d'eau distillée (1.15 seconde pour chauffer 1 gramme d'eau à 100°C).